# Cercestis
Cercestis é um género botânico da família das aráceas.

## Espécies
| - Cercestis congensis |